# Corridors of Power
| 전문가 평가                      | 전문가 평가 |
| 평가 점수                        | 평가 점수   |
| 출처                             | 점수        |
| -------------------------------- | ----------- |
| AllMusic                         | [ 2 ]       |
| Collector's Guide to Heavy Metal | 5/10        |

《Corridors of Power》는 북아일랜드의 기타리스트 게리 무어가 1982년 9월에 발매한 두 번째 솔로 스튜디오 음반이다. 이 음반은 블루스 록의 영향에서 벗어나 하드 록과 헤비 메탈에 초점을 맞추며 그의 가장 최고의 음반 중 하나가 된다.

## 배경
이 음반에는 프리 곡 〈Wishing Well〉의 커버가 포함되어 있다. 〈End of the World〉라는 곡에는 무어와 리드 보컬을 공유하는 크림의 잭 브루스가 참여한다. 무어는 이후 1993년 BBM 프로젝트에 다시 참여하였다.
《Corridors of Power》의 첫 번째 25,000장의 바이닐 카피는 1982년 8월 25일 런던 마키 클럽에서 녹음된 세 개의 라이브 트랙이 수록된 보너스 EP와 함께 나왔다.
일본의 록 가수 하마다 마리는 1985년 음반 《RAINBOW DREAM》에서 〈Love Can Make a Fool of You〉(제목 변경은 〈Love, Love, Love〉)를 커버했다. 《Corridors of Power》에 고개를 끄덕이면서, 미국의 기타리스트 제프 콜먼은 그의 2012년 솔로 음반의 이름을 《Silence in the Corridor》로 지었는데, 이 음반의 타이틀곡은 무어를 기리는 곡이다.

## 곡 목록
모든 곡들은 특별한 언급이 없는 한 게리 무어에 의해 작사/작곡하였다.
| #  | 제목                           | 작사·작곡                                                   | 재생 시간 |
| -- | ------------------------------ | ----------------------------------------------------------- | --------- |
| 1. | 〈Don't Take Me for a Loser〉  |                                                             | 4:17      |
| 2. | 〈Always Gonna Love You〉      |                                                             | 3:56      |
| 3. | 〈Wishing Well〉 (프리 커버)   | 폴 로저스, 사이먼 커크, 야마우치 테츠, 존 번드릭, 폴 코소프 | 4:06      |
| 4. | 〈Gonna Break My Heart Again〉 |                                                             | 3:19      |
| 5. | 〈Falling in Love with You〉   |                                                             | 4:52      |

| #  | 제목                            | 작사·작곡         | 재생 시간 |
| -- | ------------------------------- | ----------------- | --------- |
| 6. | 〈End of the World〉            |                   | 6:53      |
| 7. | 〈Rockin' Every Night〉         | 무어, 이언 페이스 | 2:48      |
| 8. | 〈Cold Hearted〉                |                   | 5:12      |
| 9. | 〈I Can't Wait Until Tomorrow〉 |                   | 7:47      |